# Schefflera kivuensis
Schefflera kivuensis là một loài thực vật có hoa trong Họ Cuồng cuồng. Loài này được Bamps miêu tả khoa học đầu tiên năm 1971.